# Mont Tendre
Der Mont Tendre ist ein Berggipfel im Waadtländer Jura in der Westschweiz, etwa 15 km nordwestlich von Morges. Mit 1679 m ü. M. ist der Mont Tendre die höchste Erhebung im Schweizer Jura sowie eine der höchsten im gesamten Juragebirge. Einzig einige Gipfel der Haute Chaîne (Crêt de la Neige, Reculet, Colomby de Gex) in Frankreich in südwestlicher Verlängerung des Schweizer Juras überragen ihn noch um bis zu 42 Meter.
Der breite Kamm des Mont Tendre ist Teil der südöstlichsten, dem Schweizer Mittelland am nächsten liegenden Kette des Faltenjuras. Er ist begrenzt durch den Col du Marchairuz im Südwesten, das Hochtal Vallée de Joux im Nordwesten, das kleine Hochtal Pré de L'Haut und die Schlucht Combe de la Verrière im Nordosten und die zum Mittelland gehörende Jurafussebene im Südosten. Der zentrale Gipfelkamm des Mont Tendre besteht aus mehreren Gipfeln mit Höhen über 1600 Metern, von denen der Hauptgipfel und der Pt. 1673 südwestlich des Hauptgipfels (Schartenhöhe knapp 30 m) die höchsten sind. Im Süden vorgelagert, direkt oberhalb der Ortschaft Bière, ist der Crêt de Mondisé (1525 m ü. M.; Schartenhöhe ca. 64 m). Im Südwesten, jenseits des Col du Marchairuz, setzt sich der Bergkamm fort zum Crêt de la Neuve (1494 m ü. M.; Schartenhöhe ca. 92 m). Der gesamte zusammenhängende Bergkamm vom Hochtal Pré de L'Haut bis zum Kammende südwestlich des Chalet du Planet (oberhalb von Le Vaud) kommt auf eine Länge von 20 km.
Zwischen dem Hauptkamm des Mont Tendre und dem Vallée de Joux liegt eine breite Landschaftsterrasse mit Gipfelhöhen zwischen 1323 m und 1449 m (La Blondine), die im Südwesten zu den Ausläufern des Noirmont (Vue de Genève, Bois du Couchant) überleitet. Die eigenständigsten Hügel dieses Gebietes sind die Petites Chaumilles (1431 m; Schartenhöhe 92 m) und die Grande Rollat (1388 m; Schartenhöhe ca. 48 m). Der 800 Meter hohe, steile Südosthang des Mont Tendre ist dicht bewaldet und wird auch Côte de Bière genannt. Auf dem Kamm befinden sich lockere Wälder, durchsetzt von Juraweiden mit einzeln stehenden Fichten. Die Waldgrenze liegt auf etwa 1600 Meter. Charakteristisch für den Kalkuntergrund des Juras sind die Dolinen und Karrenfelder im Gipfelbereich.
Bei schönem und klarem Wetter bietet sich vom Mont Tendre Aussicht auf den Genfersee sowie auf die Savoyer, Walliser und Berner Alpen.